# Vanden Plas Princess 4 litres RR
La 4 litres RR è un'autovettura prodotta dalla BMC tra il 1964 ed il 1968.

## La nascita
Nei primi anni '60 BMC e Rolls-Royce stipularono un accordo per lo sviluppo in comune di una nuova autovettura che fungesse da punta di diamante per la prima e da modello d'accesso, da vendere col marchio Bentley, per la seconda.
Partendo dal motore Rolls Royce 6 cilindri in linea FB60 di 4 litri e dalla struttura di base della Princess 3 litres (a sua volta derivata dalle Austin A110 Westminster) le due Case svilupparono i prototipi Bentley Java e BMC Ado 61.
Vide la luce solamente la seconda, commercializzata nel 1964 col marchio più "pregiato" della complessa gerarchia BMC: Vanden Plas. 
Le "R", che seguivano l'indicazione in litri (4) della cilindrata nella sigla identificativa del modello, sottolineavano il blasone del motore Rolls Royce (anche se, a onor del vero, si trattava di un'unità pensata, in origine, per impieghi militari).

## La tecnica e l'evoluzione
La 4 Litres RR era una berlina estremamente tradizionale sia sotto l'aspetto stilistico (una classica 3 volumi 4 porte) che tecnico.
La meccanica, e più in generale, la struttura del modello, derivavano dalla A110 Westminster, pur con alcune "raffinatezze".
Il layout prevedeva il motore anteriore longitudinale, la trazione posteriore, l'avantreno a ruote indipendenti e il retrotreno ad assale rigido con balestre semiellittiche, sterzo a vite e rullo con servosterzo idraulico, cambio automatico Borg-Warner a 3 rapporti.
A spingere la vettura ci pensava il 6 cilindri in linea Rolls Royce di 3909 cm³ che, alimentato da 2 carburatori SU, forniva 175 CV e consentita alla pesante berlina (1575 kg) di toccare i 171 km/h.
Il mancato utilizzo su altre autovetture del motore 6 cilindri RR, impiegato, invece, con profitto su mezzi militari e agricoli, fu, a livello d'immagine, un grosso boomerang per la 4 litres. "Una berlina di rappresentanza con motore da trattore" sibilavano i maligni. E non avevano tutti i torti.
L'ammiraglia BMC ebbe scarso successo: in tutto ne furono costruite, fino al 1968, 6.555 unità.